# Mont Ritter
Pour les articles homonymes, voir Ritter.
Le mont Ritter (en anglais : Mount Ritter) est un sommet de la Sierra Nevada, aux États-Unis. Il culmine à 4 006 mètres d'altitude dans le comté de Madera, en Californie. Il est protégé au sein de l'Ansel Adams Wilderness à la frontière entre la forêt nationale d'Inyo et la forêt nationale de Sierra.